# Alžběta Nasavská
Alžběta Nasavská (26. dubna 1577 – 3. září 1642) byla druhou dcerou Viléma I. Oranžského a jeho třetí manželky Šarloty Bourbonské. Sňatkem se stala vévodkyní z Bouillonu.

## Život
Po otcově vraždě v roce 1584 měla Alžběta, její sourozenci a nevlastní matka Luisa de Coligny nedostatek peněz. V roce 1594 vzala Luisa Alžbětu s sebou do Francie, kde se setkala s několika protestantskými šlechtici. Jeden z nich, Henri de La Tour d'Auvergne de Turenne, jí poslal nabídku k sňatku, kterou přijala.
Henri se snažil udržet si své protestantské vévodství Sedan, ale musel se vypořádat s nepřátelstvím svých katolických francouzských sousedů.
Během jeho nepřítomnosti vládla Alžběta jako regentka, a po jeho smrti v roce 1623 se stala regentkou za jejich nezletilého syna Frédérica. Udržovala těsný kontakt se svou nevlastní matkou a pěti sestrami, z nichž dvě také v určitém okamžiku působili jako regentky.

## Potomci
- Luisa de La Tour d'Auvergne (srpen 1596 – listopad 1607)
- Marie de La Tour d'Auvergne (1601 – 24. května 1665), která se provdala za Henriho de La Trémoille, vévodu z Thouars, prince z Talmontu
- syn (duben 1603)
- Juliána kateřina de La Tour d'Auvergne (8. října 1604 – 6. října 1637); provdala se za Františka de La Rochefoucauld, hraběte z Roucy, barona z Pierrepontu
- Frédéric Maurice de La Tour d'Auvergne, vévoda bouillonský (22. října 1605 – 9. srpna 1652)
- Alžběta de La Tour d'Auvergne (1606 – 1. prosince 1685); provdala se za Guye Aldonce de Durfort, byla matkou Jacquesa a Guye
- Henrietta Kateřina de La Tour d'Auvergne (1609 – 1677); provdala se za Amauryho Gouyona, markýze z La Moussaye, hraběte z Quintinu
- Henri de La Tour d'Auvergne de Turenne (11. září 1611 – 27. července 1675)